# Begonia acerifolia
Espèce
Synonymes
- Begonia dolabrifera C.DC.[2]

Statut de conservation UICN

 NT  : Quasi menacé
Begonia acerifolia est une espèce de plantes de la famille des Begoniaceae. Ce bégonia rhizomateux à tiges épaisses est endémique de l'Équateur. L'espèce est menacée du fait de la perte de son habitat.

## Description
C'est un bégonia à tiges épaisses qui a l'air presque tubéreux à la base, mais plutôt rhizomateux. Les feuilles asymétriques, plus ou moins échancrées entre les nervures palmées, rappellent celles de l'érable (Acer), ce qui explique son nom spécifique. Elles sont d'un vert uni, parfois panaché de vert pâle le long des nervures. L'inflorescence, très ramifiée, au bout d'un long pédoncule, porte des fleurs mâles ou femelles blanches, à cœur jaune. Le fruit est une capsule ailée. 

## Répartition géographique
Cette espèce est endémique de l'Équateur où elle se rencontre jusqu'à l'ouest de la Bolivie.
Ses habitats naturels sont les forêts de montagne humides subtropicales ou tropicales et les brousses sèches subtropicales ou tropicales. 

## Classification
Begonia  acerifolia fait partie de la section Knesebeckia du genre Begonia, famille des Begoniaceae.
L'espèce a été décrite en 1825 par le botaniste allemand Karl Sigismund Kunth (1788-1850). l'épithète spécifique, acerifolia, signifie « à feuilles d'érable (Acer) ».
Publication originale : Kunth in Humboldt, Bonpland & Kunth, Nov. Gen. Sp. 7:folio 142, quarto 186, pl. 644. 1825.; JGSL9/08